# Brent Grimes
Pour les articles homonymes, voir Grimes.
(en) Statistiques sur pro-football-reference
Brent Omar Grimes, né le 19 juillet 1983 à Philadelphie, est un joueur américain de football américain.
Depuis 2003, ce cornerback joue pour les Dolphins de Miami en National Football League (NFL). Il avait auparavant joué aux Falcons d'Atlanta (2006, 2007–2012) et réalisé un passage au Hambourg Sea Devils (2007) où il remporte le World Bowl XV (en).